# Корбиниан Фрайзингский

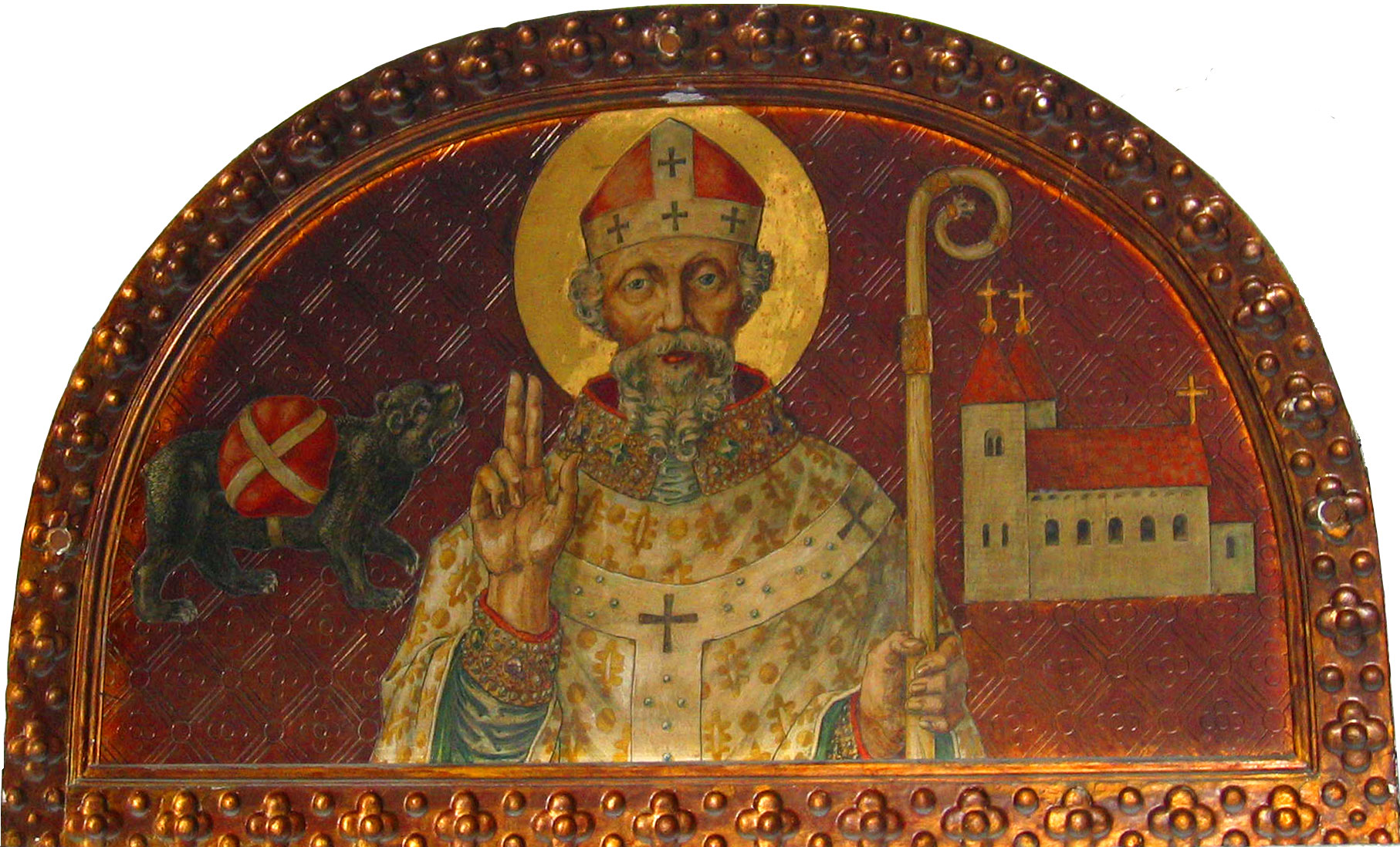
Святитель Корбиниан Фрайзингский

Корбиниа́н Фра́йзингский, Бава́рский  (ок. 680, Шартр — 8 сентября 730, Мерано) — святой, почитаемый Римско-католической церковью, святой Румынской православной церкви (3 декабря). C 2006 года — местночтимый святой Берлинской и Германской епархии РПЦ МП. Епископ Баварии.

## Биография
Один из первых миссионеров и епископов в Баварии. Жил сначала отшельником на родине; около 718, посвящённый папой Григорием II в епископы, отправился в Фрайзинг (Бавария) к герцогу Гримоальду II, где проповедовал и строил церкви. Он требовал развода Гримоальда с Пилитрудой и, чтобы избежать мщения, бежал в Тироль. Его останки в 769 были привезены в Фрайзинг. Память святого Корбиниана отмечается в Мюнхене и Фрайзинге 20 ноября, в Боцене и Бриксене 9 сентября; в других местах 8 сентября. Мощи святого находятся во Фрайзинге, в крипте кафедрального собора.

## Медведь святого Корбиниана
Легенда сообщает, что когда Корбиниан путешествовал в Рим, на него напал медведь и убил его лошадь. В качестве наказания святой заставил медведя сопровождать его весь остаток пути вместо своего вьючного животного. Придя в Рим, Корбиниан освободил медведя от этого задания, и тот вернулся в Баварию. Эта история истолковывается в том смысле, что «христианство усмирило и приручило дикость язычества и тем заложило фундамент великой цивилизации в герцогстве Бавария». В то же время медведь Корбиниана, как вьючное животное Бога, символизирует бремя служения. Изображение медведя Корбиниана можно увидеть на гербе папы римского Бенедикта XVI и на гербе города Фрайзинга.